# Амбрим
Амбрим (на Бислама Ambrym) е остров в Тихи океан с площ 678 км2 и координати 16°20′00″ ю. ш. 168°20′00″ и. д. / 16.333333° ю. ш. 168.333333° и. д. „Черният“ остров на Вануату (провинция Малампа) лежи между островите Епи и Пентекост, и представлява огромна, почти триъгълна масивна вулканична скала от туф и базалт, извисяваща се над морето повече от километър.
Центърът на острова е зает от огромната калдера на древен вулкан с диаметър около 12 км, с два големи кратера – Марум и Бенбоу, както и няколко по-малки.
Месните жители наричат Амбрим „острова на тайните“ или „земя от началото на времето“.
Интерес представлява разходката през прохода Фенла и лавовата равнина на кратера Марума, посещението на фолклорното селище Ранветлан, старата мисия на остров Пааме, руините на разрушения от изригването през 1913 г. град Порт Вато и останалия от този катаклизъм изстинал поток лава с дължина 16 км и ширина 180 м.
„Косите на Пеле“ са тънки нишки вулканично стъкло, образувани в изобилие на западния склон на Марума, в първобитната гора от дървовидни папрати в северната част на острова и живописното село Ранон на северния бряг.
Рифът около острова също е интересен. В близост до Амбрим вулканичната дейност отново е нанесла своя щрих – цяла редица рифове, населени с невъобразимо количество живи същества.
В пролива между островите Амбрим и Малекула може да се наблюдава голяма популация от тигрови акули, с които местните жители свързват специфичен тип магии, позволяващи на човека или да стане акула, или да ги управлява със силата на своята воля.
Амбрим има репутацията на главен център по магии и вълшебства на Вануату. Местните жители поначало изповядват древни култове и свързаните с тях обредни церемонии, на много от които се предава мистично значение. Амбрим се слави из цялата страна и със своите най-добри знахари и предсказатели. Широко са известни местните обичаи и бит, ритуалните танци, дърворезбата, необичайните барабани с вертикални разрези, „пясъчните рисунки“ и знаменитият танц „Ром“, танцуван на карнавала през юли-август.
Населението основно говори на два езика – на северен Амбрим и на югоизточен Амбрим.
Те влизат в групата на северен и централен Вануату, Нови Хебриди, един от 500-те езици на Океания.